# Agatha Christie
Agatha Mary Clarissa, Lady Mallowan, DBE (născută Miller; n. 15 septembrie 1890, Ashfield⁠(d), Anglia, Regatul Unit al Marii Britanii și Irlandei – d. 12 ianuarie 1976, Winterbrook⁠(d), Cholsey⁠(d), Anglia, Regatul Unit), cunoscută în general ca Agatha Christie, a fost o scriitoare engleză de romane, povestiri scurte și piese de teatru polițiste. A scris și romane de dragoste sub pseudonimul  Mary Westmacott, dar acestea sunt mai puțin cunoscute, nebucurându-se de același succes la public. Operele sale, în principal cele ce au ca personaje principale pe Hercule Poirot sau Miss Jane Marple, au făcut ca Agatha Christie să fie numită „Regina Crimei”, ea fiind considerată ca unul dintre cei mai importanți și inovativi autori ai genului.
Agatha Christie a fost numită de către Guinness Book of World Records, printre alții, ca cel mai vândut scriitor al tuturor timpurilor, împreună cu William Shakespeare. UNESCO consideră că ea este actualmente autorul individual tradus în cele mai multe limbi (cel puțin 56), fiind depășită doar de operele colective ale corporației Walt Disney Productions.
Până în 2006, cărțile sale s-au vândut în două miliarde de exemplare, în întreaga lume.
Agatha Christie a publicat 80 de romane și nuvele și 19 piese de teatru, traduse în peste 70 de limbi.

## Biografie

Placa comemorativă a Agathei Christie din Torquay.

Agatha Christie s-a născut ca Agatha Mary Clarissa Miller la Torquay, comitatul Devon, în Marea Britanie. Părinții ei au fost Frederick Alvah Miller, un broker american bogat, și Clarissa Margaret Boehmer, fiica unui căpitan din armata britanică. Cu toate că era îndreptățită, Christie nu a cerut niciodată cetățenia americană. A avut o soră, Margaret Frary Miller (1879-1950), zisă Madge, cu 11 ani mai mare, și un frate Louis Montant Miller (1880-1929), zis Monty,  Tatăl ei a murit când Agatha avea doar 11 ani. A primit educație acasă, sub îndrumarea mamei sale, aceasta încurajând-o să scrie de la o vârstă fragedă. De la vârsta de 16 ani a urmat școala Doamnei Dryden din Paris, unde a studiat cantoul și pianul.
Prima căsătorie a avut loc în 1914, cu colonelul Archibald Christie, un aviator din Royal Flying Corps. Împreună au avut o fiică, Rosalind Hicks, născută în 1919. În timpul Primului război mondial lucrează la un spital, apoi într-o farmacie, lucru ce îi va influența cariera: numeroase crime din cărțile sale se fac prin otrăvire. Căsătoria a fost nefericită, încheindu-se cu un divorț în 1928, la doi ani după ce Agatha a descoperit că soțul său o înșela. În această perioadă (1920) a publicat primul său roman, Misterioasa Afacere de la Styles.
În 1926 soțul ei îi spune că este îndrăgostit de altă femeie, Nancy Neele, și dorește să divorțeze. În urma unei certe dintre cei doi, Agatha dispare de acasă, nu înainte de a anunța poliția că se teme pentru viața sa. Dispariția a creat un interes sporit din partea presei, dar Agatha a fost găsită 11 zile mai târziu într-un hotel de cură la Harrogate, în Yorkshire, unde stătea sub numele de 'Teresa Neele', din Cape Town. Agatha Christie nu a dezvăluit niciodată circumstanțele dispariției sale, aceasta fiind considerată ca având loc fie din cauza unei depresii nervoase, fie din cauza dorinței de revanșă față de soțul său prin umilirea publică a acestuia.

### A doua căsătorie și restul vieții
În 1930 Agatha s-a căsătorit cu arheologul Max Mallowan, cu 14 ani mai tânăr. Căsătoria a fost una fericită în primii ani și a rezistat, în ciuda numeroaselor aventuri ale soțului din ultimii ani ai vieții Agathei.
Agatha Christie a călătorit mult împreună cu soțul ei, numeroase destinații din Orientul Mijlociu servindu-i drept decor în unele romane. Crima din Orient Express, unul dintre cele mai cunoscute romane ale sale, a fost scrisă la Hotelul Pera Palace din Istanbul, camera sa fiind apoi păstrată ca un memorial dedicat scriitoarei. De asemenea, acțiunea din Moarte pe Nil este situată în Egipt, iar acțiunea din Crima din Mesopotamia este situată în Irak. Acțiunea din alte romane se desfășoară în Devon, regiunea natală a autoarei, unde soții Mallowan cumpără în 1938 o reședință de vară, Greenway Estate. Actualmente aceasta este un muzeu dedicat autoarei. Aventurile din cel puțin două dintre operele sale se desfășoară în jurul reședinței Abney Hall din Cheshire, deținută de cumnatul său, James Watts. Această reședință bogată din mediul rural cu toată activitatea socială, servitorii și pompa aferentă a fost o sursă de inspirație pentru descrierea altor reședințe fictive ce au servit drept decor în operele sale.

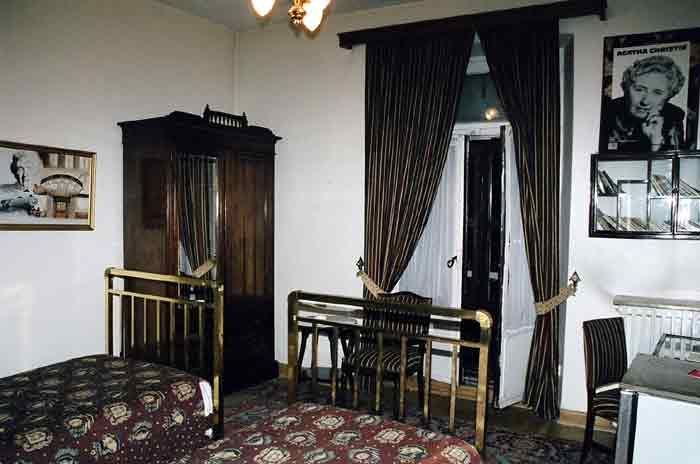
Camera Agathei Christie din Hotelul Pera Palace, unde a scris Crima din Orient Express.

Agatha Christie a murit la 12 ianuarie 1976, la vârsta de 85 ani, din cauze naturale, la reședința Winterbrook de lângă Wallingford, în Oxfordshire. Este înmormântată în cimitirul bisericii St. Marydin Cholsey. Fiica sa, Rosalind Hicks, a continuat să se ocupe de popularizarea operei și de consolidarea reputației mamei sale. Rosalind a decedat la 28 octombrie 2004, tot la vârsta de 85 de ani și tot din cauze naturale. Nepotul Agathei Christie, Mathew Prichard, a moștenit drepturile de autor ale unor opere ale bunicii sale și este în continuare asociat la compania ce se ocupă de gestionarea operei, Agatha Christie Limited.

## Formula de bază a operelor
Majoritatea operelor Agathei Christie sunt focalizate pe descoperirea autorului unei crime, mediul social fiind acela al clasei de mijloc sau bogate engleze. De obicei un detectiv se ocupă de identificarea criminalului, acesta fie intrând în contact din întâmplare cu mediul crimei, fie fiind chemat de o persoană implicată într-un fel sau altul în acțiune. În general, detectivul interoghează suspecții principali, analizează locul crimei și indică fiecare indiciu, astfel încât cititorul să aibă șansa să rezolve el însuși enigma. Spre finalul operei, de multe ori unul dintre suspecți este omorât, de multe ori deoarece a descoperit din întâmplare criminalul și este astfel redus la tăcere. În unele romane, ca de exemplu Moartea vine ca un sfârșit, au loc chiar mai multe crime. În scena finală, detectivul organizează o întâlnire a tuturor suspecților și denunță făptașul treptat, odată cu numeroase alte secrete uneori fără legătură cu crima. Crimele sunt de obicei foarte ingenioase, implicând de multe ori și numeroase aspecte menite să distragă atenția de la criminal.

## Hercule Poirot și Miss Marple
Primul roman al Agathei Christie, Misterioasa Afacere de la Styles, a fost publicat în 1920 și introduce personajul detectivului Hercule Poirot, ce avea să apară în încă 33 de alte romane și 54 de povestiri scurte ale autoarei.
Cel de al doilea personaj foarte cunoscut, Miss Marple, a fost introdus în romanul Crimă la vicariat din 1930. Personajul este bazat pe bunica autoarei și amicele acesteia.
Asemenea relației dintre Arthur Conan Doyle și personajul său Sherlock Holmes, Christie a devenit din ce în ce mai plictisită de personajul Poirot. Spre sfârșitul anilor 1930, Christie scrie în jurnalul personal că îl consideră insuportabil pe Poirot, acesta fiind descris ca un maniac egocentric. Spre deosebire de Doyle, Christie a rezistat tentației de a-l ucide pe acesta atât timp cât personajul era încă popular. În timpul celui de al doilea război mondial Christie scrie romanul Cortina, ultimul caz al lui Poirot, care este publicat la sfârșitul carierei autoarei, în care descrie sfârșitul personajului. Datorită popularității personajului, acesta este singurul personaj fictiv ce a avut un obituar în celebrul ziar The New York Times, în urma publicării acestui roman.
Spre deosebire de Poirot, Christie era mulțumită de personajul Miss Marple. Cu toate acestea, operele care îl au ca personaj principal pe detectivul belgian sunt de două ori mai numeroase decât cele cu Miss Marple. Acest lucru se datorează faptului că personajul Marple este introdus relativ târziu și până în anii 1940 este prezentat doar într-un roman. Christie nu a scris nici o operă în care cele două personaje se întâlnesc, autoarea declarând că acestea nu s-ar fi putut înțelege reciproc în nici un caz. În urma succesului ultimului roman despre Poirot, Christie și-a dat acordul pentru publicarea romanului Sleeping Murder, ultima enigmă a lui Miss Marple. Miss Marple insa nu este omorâtă la sfârșitul cărții, ea întorcându-se la viața normală din satul ei, St. Mary Mead.

### Romane
| Anul publicării | Titlul în engleză                                                               | Titlul în română                    | Detectivi                                                        |
| --------------- | ------------------------------------------------------------------------------- | ----------------------------------- | ---------------------------------------------------------------- |
| 1920            | The Mysterious Affair at Styles                                                 | Misterioasa afacere de la Styles    | Hercule Poirot Arthur Hastings Chief Inspector Japp              |
| 1922            | The Secret Adversary                                                            | Adversarul secret                   | Tommy and Tuppence                                               |
| 1923            | The Murder on the Links                                                         | Crima de pe terenul de golf         | Hercule Poirot Arthur Hastings                                   |
| 1924            | The Man in the Brown Suit                                                       | Omul în costum maro                 | Anne Beddingfeld Colonel Race                                    |
| 1925            | The Secret of Chimneys                                                          | Secretul de la Chimneys             | Superintendent Battle                                            |
| 1926            | The Murder of Roger Ackroyd                                                     | Cine l-a ucis pe Roger Ackroyd      | Hercule Poirot                                                   |
| 1927            | The Big Four                                                                    | Cei Patru Mari                      | Hercule Poirot Arthur Hastings Chief Inspector Japp              |
| 1928            | The Mystery of the Blue Train                                                   | Misterul trenului albastru          | Hercule Poirot                                                   |
| 1929            | The Seven Dials Mystery                                                         | Misterul celor șapte cadrane        | Bill Eversleigh Superintendent Battle                            |
| 1930            | The Murder at the Vicarage                                                      | Crimă la vicariat                   | Miss Marple                                                      |
| 1931            | The Sittaford Mystery                                                           | Misterul de la Sittaford            | Inspector Narracott                                              |
| 1932            | Peril at End House                                                              | Pericol la End House                | Hercule Poirot Arthur Hastings Chief Inspector Japp              |
| 1933            | Lord Edgware Dies sau Thirteen at Dinner                                        | Lordul Edgware moare sau 13 la cină | Hercule Poirot Arthur Hastings Chief Inspector Japp              |
| 1934            | Murder on the Orient Express                                                    | Crima din Orient Express            | Hercule Poirot                                                   |
| 1934            | Why Didn't They Ask Evans? sau The Boomerang Clue                               | De ce nu i-au cerut lui Evans?      | Bobby Jones Frankie Derwent                                      |
| 1935            | Three Act Tragedy sau Murder in Three Acts                                      | Tragedie în trei acte               | Hercule Poirot                                                   |
| 1935            | Death in the Clouds sau Death in the Air                                        | Moarte în nori                      | Hercule Poirot Chief Inspector Japp                              |
| 1936            | The A.B.C. Murders sau The Alphabet Murders                                     | Ucigașul ABC                        | Hercule Poirot Arthur Hastings Chief Inspector Japp              |
| 1936            | Murder in Mesopotamia                                                           | Crimă în Mesopotamia                | Hercule Poirot                                                   |
| 1936            | Cards on the Table                                                              | Cu cărțile pe masă                  | Hercule Poirot Colonel Race Superintendent Battle Ariadne Oliver |
| 1937            | Dumb Witness also Poirot Loses a Client                                         | Martorul mut                        | Hercule Poirot Arthur Hastings                                   |
| 1937            | Death on the Nile                                                               | Moarte pe Nil                       | Hercule Poirot Colonel Race                                      |
| 1938            | Appointment with Death                                                          | Întâlnire cu moartea                | Hercule Poirot                                                   |
| 1938            | Hercule Poirot's Christmas sau Murder for Christmas sau A Holiday for Murder    | Crăciunul lui Poirot                | Hercule Poirot                                                   |
| 1939            | Murder is Easy sau Easy to Kill                                                 | E ușor să ucizi                     | Superintendent Battle                                            |
| 1939            | And Then There Were None sau Ten Little Indians sau Ten Little Niggers          | Zece negri mititei                  |                                                                  |
| 1940            | Sad Cypress                                                                     | Chiparosul trist                    | Hercule Poirot                                                   |
| 1940            | One, Two, Buckle My Shoe sau An Overdose of Death sau The Patriotic Murders     | O supradoză de moarte               | Hercule Poirot Chief Inspector Japp                              |
| 1941            | Evil Under the Sun                                                              | Răul sub soare                      | Hercule Poirot                                                   |
| 1941            | N or M?                                                                         | N sau M                             | Tommy and Tuppence                                               |
| 1942            | The Body in the Library                                                         | Cadavrul din bibliotecă             | Miss Marple                                                      |
| 1942            | Five Little Pigs sau Murder in Retrospect                                       | Cei cinci purceluși                 | Hercule Poirot                                                   |
| 1942            | The Moving Finger sau The Case of the Moving Finger                             | Mâna ascunsa                        | Miss Marple                                                      |
| 1944            | Towards Zero                                                                    | Spre Zero                           | Superintendent Battle Inspector James Leach                      |
| 1944            | Death Comes as the End                                                          | Moartea vine ca un sfârșit          |                                                                  |
| 1945            | Sparkling Cyanide sau Remembered Death                                          | Cianura scânteietoare               | Colonel Race                                                     |
| 1946            | The Hollow sau Murder After Hours                                               | Conacul dintre dealuri              | Hercule Poirot                                                   |
| 1948            | Taken at the Flood sau There is a Tide...                                       | Duși de val                         | Hercule Poirot                                                   |
| 1949            | Crooked House                                                                   | Crima din căsuța strâmbă            | Charles Hayward                                                  |
| 1950            | A Murder is Announced                                                           | O crimă anunțată                    | Miss Marple                                                      |
| 1951            | They Came to Baghdad                                                            | Locul întâlnirii:Bagdad             | Victoria Jones                                                   |
| 1952            | Mrs McGinty's Dead sau Blood Will Tell                                          | Doamna McGinty a murit              | Hercule Poirot Ariadne Oliver                                    |
| 1952            | They Do It with Mirrors sau Murder with Mirrors                                 | Împușcături la Stonygates           | Miss Marple                                                      |
| 1953            | After the Funeral sau Funerals are Fatal sau Murder at the Gallop               | După înmormântare                   | Hercule Poirot                                                   |
| 1953            | A Pocket Full of Rye                                                            | Un buzunar plin cu secară           | Miss Marple                                                      |
| 1954            | Destination Unknown sau So Many Steps to Death                                  | Misiune imposibilă                  |                                                                  |
| 1955            | Hickory Dickory Dock sau Hickory Dickory Death                                  | Hickory Dickory Dock                | Hercule Poirot                                                   |
| 1956            | Dead Man's Folly                                                                | Misterul crimelor înlănțuite        | Hercule Poirot Ariadne Oliver                                    |
| 1957            | 4.50 from Paddington sau What Mrs. McGillicuddy Saw! sau Murder She Said        | Trenul de Paddington                | Miss Marple                                                      |
| 1958            | Ordeal by Innocence                                                             | Cele două adevăruri                 |                                                                  |
| 1959            | Cat Among the Pigeons                                                           | Pisica printre porumbei             | Hercule Poirot                                                   |
| 1961            | The Pale Horse                                                                  | Calul bălan                         | Inspector Lejeune Ariadne Oliver                                 |
| 1962            | The Mirror Crack'd from Side to Side sau The Mirror Crack’d                     | Oglinda spartă                      | Miss Marple                                                      |
| 1963            | The Clocks                                                                      | Ceasurile                           | Hercule Poirot                                                   |
| 1964            | A Caribbean Mystery                                                             | Misterul din Caraibe                | Miss Marple                                                      |
| 1965            | At Bertram's Hotel                                                              | Hotelul Bertram                     | Miss Marple                                                      |
| 1966            | Third Girl                                                                      | A treia fată / Falsa identitate     | Hercule Poirot Ariadne Oliver                                    |
| 1967            | Endless Night                                                                   | Infernul crimelor tăinuite          |                                                                  |
| 1968            | By the Pricking of My Thumbs                                                    | Când ma furnica degetele            | Tommy and Tuppence                                               |
| 1969            | Hallowe'en Party                                                                | Petrecerea de Halloween             | Hercule Poirot Ariadne Oliver                                    |
| 1970            | Passenger to Frankfurt                                                          | Pasager spre Frankfurt              |                                                                  |
| 1971            | Nemesis                                                                         | Nemesis                             | Miss Marple                                                      |
| 1972            | Elephants Can Remember                                                          | Elefanții nu uită niciodată         | Hercule Poirot Ariadne Oliver                                    |
| 1973            | Postern of Fate finalul Tommy și Tuppence - ultimul roman scris de Christie     | Secretul casei dintre lauri         | Tommy and Tuppence                                               |
| 1975            | Curtain ultima parte a lui Poirot, scrisă cu patru decenii în urmă              | Cortina                             | Hercule Poirot Arthur Hastings                                   |
| 1976            | Sleeping Murder ultima parte a lui Miss Marple, scrisă cu patru decenii în urmă | Misterul crimei fără cadavru        | Miss Marple                                                      |

### Colecții de povestiri scurte
- 1924 Poirot Investigates (povestiri scurte: 11 în Marea Britanie, 14 în Statele Unite ale Americii)
- 1929 Partners in Crime (15 povestiri scurte; avându-i ca protagoniști pe Tommy și Tuppence)
- 1930 The Mysterious Mr. Quin (12 povestiri scurte; avându-l ca protagonist pe Mr. Harley Quin)
- 1932 The Thirteen Problems (13 povestiri scurte; având-o ca protagonistă pe Miss Marple, cunoscută și sub numele de The Tuesday Club Murders în Statele Unite ale Americii)
- 1933 The Hound of Death (12 povestiri scurte - doar în Marea Britanie)
- 1934 The Listerdale Mystery (12 povestiri scurte - doar în Marea Britanie)
- 1934 Parker Pyne Investigates (12 povestiri scurte, personajele principale fiind Parker Pyne și Ariadne Oliver,cunoscută și sub numele de Mr. Parker Pyne, Detective în Statele Unite ale Americii)
- 1937 Murder in the Mews (4 povești de lungimea unor nuvele; avându-l ca personaj principal pe Hercule Poirot,cunoscută și sub numele de Dead Man's Mirror în Statele Unite ale Americii)
- 1939 The Regatta Mystery and Other Stories (9 povestiri scurte - doar în Statele Unite ale Americii)
- 1947 The Labours of Hercules (12 povestiri scurte; avându-l ca personaj principal pe Hercule Poirot)
- 1948 The Witness for the Prosecution and Other Stories (11 povestiri scurte - doar în Statele Unite ale Americii)
- 1950 Three Blind Mice and Other Stories (9 povestiri scurte - doar în Statele Unite ale Americii)
- 1951 The Under Dog and Other Stories (9 povestiri scurte - doar în Statele Unite ale Americii)
- 1960 The Adventure of the Christmas Pudding (6 povestiri scurte - doar Marea Britanie)
- 1961 Double Sin and Other Stories (8 povestiri scurte - doar în Statele Unite ale Americii)
- 1971 The Golden Ball and Other Stories (15 povestiri scurte - doar în Statele Unite ale Americii)
- 1974 Poirot's Early Cases (8 povestiri scurte, cunoscute și sub numele de Hercule Poirot's Early Cases în Statele Unite ale Americii)
- 1979 Miss Marple's Final Cases and Two Other Stories (8 povestiri scurte - doar în Marea Britanie)
- 1991 Problem at Pollensa Bay and Other Stories (8 povestiri scurte- doar în Marea Britanie)
- 1997 The Harlequin Tea Set (9 povestiri scurte - doar Statele Unite ale Americii)
- 1997 While the Light Lasts and Other Stories (9 povestiri scurte- doar în Marea Britanie)

### Romane scrise sub pseudonimul Mary Westmacott
- 1930 Giant's Bread
- 1934 Unfinished Portrait
- 1944 Absent in the Spring
- 1948 The Rose and the Yew Tree
- 1952 A Daughter's a Daughter
- 1956 The Burden

### Piese de teatru
- 1930 Black Coffee
- 1943 And Then There Were None
- 1945 Appointment with Death
- 1946 Murder on the Nile/Hidden Horizon
- 1951 The Hollow
- 1952 The Mousetrap (Cursa de șoareci)
- 1953 Witness for the Prosecution
- 1954 Spider's Web
- 1956 A Daughter's a Daughter (Scrisă la sfârșitul anilor 1930, revizuită o singură dată și nepublicată dar transformată în anul 1952 în romanul lui Mary Westmacott)
- 1958 Verdict
- 1958 The Unexpected Guest
- 1960 Go Back for Murder
- 1962 Rule of Three (Compusă din Afternoon at the Seaside, The Rats și The Patient)
- 1972 Fiddler's Three (Scrisă original ca Fiddler's Five și nepublicată)
- 1973 Akhnaton (Scrisă în 1937)
- 2003 Chimneys (Scrisă în 1931, dar nerevizuită de 72 de ani și nepublicată)

### Teatru radiofonic
- 1937 The Yellow Iris (Bazată pe o scurtă poveste cu același nume)
- 1947 Three Blind Mice (Piesa lui Christie, The Mousetrap, a fost bazată pe această piesă radio)
- 1948 Butter In a Lordly Dish
- 1954 Personal Call

### Teatru de televiziune
- 1937 Wasp's Nest (Bazată pe o scurtă poveste cu același nume)

### Non-ficțiune
- 1946 Come, Tell Me How You Live
- 1977 Agatha Christie: An Autobiography

### Alte opere publicate
- 1925 The Road of Dreams (Poezii)
- 1965 Star Over Bethlehem and other stories (Povești și poezii creștine)
- 1973 Poems

### Opere realizate în colaborare
- 1930 Behind The Screen. Un serial radio scris împreună cu Hugh Walpole, Dorothy L. Sayers, Anthony Berkeley, E. C. Bentley și Ronald Knox de la Detection Club. Carte publicată în 1983 în The Scoop and Behind The Screen.
- 1931 The Scoop. Un serial radio scris împreună cu Dorothy L. Sayers, E. C. Bentley, Anthony Berkeley, Freeman Wills Crofts și Clemence Dane de la Detection Club. Carte publicată în 1983 în The Scoop and Behind The Screen.
- 1931 The Floating Admiral. O carte scrisă împreună cu G. K. Chesterton, Dorothy L. Sayers și alți membri de la Detection Club.
- 1956 Towards Zero (O piesă dramatică de teatru a romanului din 1944 scris cu Gerard Verner)

## Alte opere bazate pe operele Agathei Christie

### Piese de teatru adaptate în romane de către Charles Osborne
- 1998 Black Coffee
- 1999 The Unexpected Guest
- 2000 Spider's Web

### Piese de teatru adaptate de alți autori
- 1928 Alibi (dramatizat de Michael Morton din romanul The Murder of Roger Ackroyd)
- 1936 Love from a Stranger (piesă) (dramatizat de Frank Vosper din scurta poveste Philomel Cottage)
- 1939 Tea for Three (dramatizat de Margery Vosper din scurta poveste Accident)
- 1940 Peril at End House (dramatizat din romanul scris de Arnold Ridley)
- 1949 Murder at the Vicarage (dramatizat din romanul scris de Moie Charles și Barbara Toy)
- 1977 Murder at the Vicarage (dramatizat din romanul scris de by Leslie Darbon)
- 1981 Cards on the Table (dramatizat din romanul scris de Leslie Darbon)
- 1993 Murder is Easy (dramatizat din romanul scris de Clive Exton)
- 2005 And Then There Were None (dramatizat din romanul scris de Kevin Elyot)

### Adaptări cinematografice
- 1928 The Coming of Mr. Quin (Bazat pe scurta poveste The Coming of Mr. Quin)
- 1929 Die Abenteurer GmbH (Bazat The Secret Adversary)
- 1931 Alibi (Bazat pe piesa cu același nume precum romanul The Murder of Roger Ackroyd)
- 1931 Black Coffee
- 1932 Le Coffret de laque (Black Coffee)
- 1934 Lord Edgware Dies
- 1937 Love from a Stranger (Bazat pe piesa cu același nume precum scurta poveste Philomel Cottage. Lansat în Statele Unite ca A Night of Terror)
- 1945 And Then There Were None
- 1947 Love from a Stranger (Lansat în Marea Britanie ca A Stranger Walked In)
- 1957 Witness for the Prosecution
- 1960 Spider's Web
- 1962 Murder, She Said (Bazat pe romanul 4.50 From Paddington)
- 1963 Murder at the Gallop (Bazat pe romanul After the Funeral)
- 1964 Murder Most Foul (Bazat pe romanul Mrs. McGinty's Dead)
- 1964 Murder Ahoy! (Un film original nebazat pe vreo carte, deoarece împrumută câteva elemente din They Do It with Mirrors)
- 1965 Gumnaam (adaptat din And Then There Were None)
- 1965 Zece negri mititei (Ten Little Indians), regia George Pollock
- 1966 The Alphabet Murders (Bazat pe The A.B.C. Murders)
- 1972 Endless Night
- 1974 Crima din Orient Express (Murder on the Orient Express), regia Sidney Lumet
- 1975 Ten Little Indians
- 1978 Moarte pe Nil (Death on the Nile), regia John Guillermin
- 1980 Oglinda spartă (The Mirror Crack'd), regia Guy Hamilton (Bazat pe The Mirror Crack'd From Side to Side)
- 1982 Crimă sub soare (Evil Under the Sun), regia Guy Hamilton
- 1984 Ordeal by Innocence
- 1988 Appointment with Death
- 1987 Desyat Negrityat (Ten Little Niggers)
- 1989 Ten Little Indians
- 1995 Innocent Lies (Bazat pe romanul Towards Zero)
- 2005 Mon petit doigt m'a dit... (By the Pricking of my Thumbs)
- 2007 L'Heure zéro (Towards Zero)

### Adaptări de televiziune
- 1938 Love from a Stranger (TV) (Bazat pe piesa cu același nume precum Philomel Cottage)
- 1947 Love from a Stranger (TV)
- 1949 Ten Little Indians
- 1959 Ten Little Indians
- 1970 Murder at the Vicarage
- 1980 Why Didn't They Ask Evans?
- 1982 Spider's Web (TV)
- 1982 The Seven Dials Mystery
- 1982 The Agatha Christie Hour
- 1982 Murder is Easy
- 1982 The Witness for the Prosecution
- 1983 The Secret Adversary
- 1983 Partners in Crime
- 1983 A Caribbean Mystery
- 1983 Sparkling Cyanide
- 1984 The Body in the Library
- 1985 Murder with Mirrors
- 1985 The Moving Finger
- 1985 A Murder Is Announced
- 1985 A Pocket Full of Rye
- 1985 Thirteen at Dinner
- 1986 Dead Man's Folly
- 1986 Murder in Three Acts
- 1986 Murder at the Vicarage
- 1987 Sleeping Murder
- 1987 At Bertram's Hotel
- 1987 Nemesis
- 1987 4.50 from Paddington
- 1989 The Man in the Brown Suit
- 1989 A Caribbean Mystery
- 1991 They Do It with Mirrors
- 1992 The Mirror Crack'd from Side to Side
- 1997 The Pale Horse
- 2001 Murder on the Orient Express adaptare
- 2003 Sparkling Cyanide adaptare
- 2004 The Body in the Library adaptare
- 2004 Murder at the Vicarage
- 2004 4.50 from Paddington
- 2005 A Murder is Announced
- 2005 Sleeping Murder
- 2006 The Moving Finger
- 2006 By the Pricking of My Thumbs
- 2006 The Sittaford Mystery
- 2007 Hercule Poirot's Christmas (adaptare dintr-un film francez)
- 2007 Towards Zero
- 2007 Nemesis adaptare
- 2007 At Bertram's Hotel adaptare
- 2007 Ordeal by Innocence
- 2008 A Pocket Full of Rye

Serialul de televiziune Agatha Christie's Poirot
Episoade:
- 1990 Peril at End House
- 1990 Misterioasa Afacere de la Styles
- 1994 Hercule Poirot's Christmas
- 1995 Murder on the Links
- 1995 Hickory Dickory Dock
- 1996 Dumb Witness
- 2000 The Murder of Roger Ackroyd
- 2000 Lord Edgware Dies
- 2001 Evil Under the Sun
- 2001 Murder in Mesopotamia
- 2004 Five Little Pigs
- 2004 Death on the Nile
- 2004 Sad Cypress
- 2004 The Hollow
- 2005 The Mystery of the Blue Train
- 2005 Cards on the Table
- 2005 After the Funeral
- 2006 Taken at the Flood
- 2008 Mrs. McGinty's Dead
- 2008 Cat Among the Pigeons
- 2008 Third Girl
- 2008 Appointment with Death

## Materiale nepublicate
- Snow Upon the Desert (roman romantic)
- Personal Call (piesă radio supranaturală cu inspectorul Narracott - o înregistrare este la Arhiva Națională Britanică de Sunet)
- The Woman and the Kenite (o traducere italiană, dintr-o revistă italiană din anii 1920 este disponibilă aici: La moglie del Kenita Arhivat în 14 aprilie 2008, la Wayback Machine.
- Butter In a Lordly Dish (piesă radio adaptată după The Woman and the Kenite)
- Being So Very Wilful (romantică)
- În septembrie 2008, Jon Curran a publicat două scurte povești Poirot într-o carte a sa.